# AA Ponte Preta
Associação Atlética Ponte Preta is een Braziliaanse voetbalclub uit Campinas, in de deelstaat São Paulo. De aartsrivaal van de club is stadsgenoot Guarani FC. De club is na SC Rio Grande de oudste nog bestaande club van het land, Vitória werd wel in 1899 opgericht, maar kreeg pas in 1901 een voetbalafdeling.

## Historie

### Campeonato Paulista

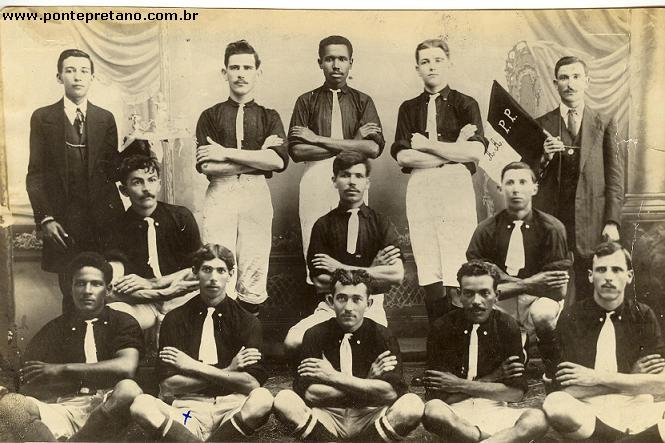
Selectie tussen 1908 en 1914

AA Ponte Preta werd op 11 augustus 1900 opgericht door een aantal studenten van het Colégio Culto à Ciência in Campinas. De naam komt van een nabijgelegen zwarte spoorbrug (Ponte Preta is Portugees voor 'zwarte brug'). Het was een van de eerste clubs die zwarte spelers accepteerde. In 1910 waren er al een achttal voetbalclubs in Campinas, maar op Ponte Preta na verdwenen deze clubs allemaal. In 1912 richtten zes clubs de Liga Operária de Foot-Ball Campineira op. In 1928 speelde de club voor het eerst in de hoogste klasse van het Campeonato Paulista. De competitie was dit jaar gesplitst en Ponte Preta speelde in de competitie van de LAF-bond, waar enkele toenmalige grote clubs wel in speelden (Internacional en Paulistano), maar niet de huidige grootmachten. In het eerste seizoen werd de club samen met Hespanha derde. In 1929 werd de club zelfs vicekampioen achter Paulistano. Het volgende seizoen werden de twee competities samengevoegd en was er voor Ponte Preta geen plaatst meer, wel voor stadsrivaal Guarani, dat tot 1931 in de competitie speelde. De volgende jaren was de competitie vrijwel enkel toegankelijk voor clubs uit São Paulo en Santos. In 1951 keerde de club terug in de hoogste klasse nadat deze van 12 naar 15 teams uitgebreid werd. De club eindigde meestal in de middenmoot en werd drie keer zesde. In 1960 eindigde de club laatste en degradeerde. Het duurde tien jaar vooraleer Ponte Preta de rentree maakte nadat ze in 1969 kampioen werden in tweede. De terugkeer was meteen een succes en samen met Palmeiras eindigde de club tweede achter kampioen São Paulo FC. De club mocht in de plaatst van traditieclub Portuguesa naar het Torneio Roberto Gomes Pedrosa, de competitie waarin dat jaar nog de landskampioen uit voort kwam. De club eindigde slechts op een voorlaatste plaats in zijn groep.
In 1977 eindigde de club vijfde in de reguliere competitie en plaatste zich voor de eindfase, waarin ze groepswinnaar werden met grote voorsprong op Botafogo FC, Santos en Palmeiras. Hierdoor speelde de club de finale tegen Corinthians. Nadat ze de heenwedstrijd verloren met 0-1 wonnen ze de terugwedstrijd met 2-1, dankzij een goal van onder andere Dicá. Er kwam een derde, beslissende wedstrijd, die Corinthians won na een goal in de 81ste minuut van Basílio.
Het volgende seizoen bereikte de club de halve finale van het eerste toernooi en in het tweede toernooi won de club zelfs de finale tegen aartsrivaal Guarani. In de totaalstond eindigde Ponte Preta zelfs als eerste, net voor Guarani. In de eindfase greep de club net naast een ticket voor de halve finale door een slechter doelsaldo dan Santos. Rivaal Guarani won dat jaar de landstitel. Twee jaar later speelde Ponte Preta opnieuw de finale tegen Corinthians, die ook nu verloren werd. In 1980 speelde de club de finale van het tweede toernooi tegen São Paulo. Beide clubs wonnen een wedstrijd, maar de regel was dat de club dan won die beter eindigde in de competitie en dat was São Paulo. Ook in 1981 streed de club weer mee voor de titel, nadat ze het eerste toernooi wonnen van Guarani. In de finale om de titel tegen São Paulo eindigde het eerst gelijk, maar São Paulo won de terugwedstrijd met 2-0 en werd zo kampioen. De volgende seizoenen eindigde de club in de middenmoot en in 1987 degradeerde de club uit de Série A1. Na twee seizoenen keerde de club terug. Na twee slechte seizoenen werd de club in 1992 vierde. Hierna ging het weer bergaf en in 1995 degradeerde de club opnieuw. Hoewel de club in de nationale reeksen in 1997 weer naar de Série A kon promoveren, duurde het in de staatscompetitie tot 1999 vooraleer ze terug konden keren. In het eerste seizoen werden ze meteen vijfde. In 2001 eindigde de club in de groepsfase als eerste, maar werd daarop in de halve finale uitgeschakeld door Botafogo FC. Na een aantal jaren in de middenmoot werd de club in 2008 vicekampioen, achter Palmeiras. De volgende jaren eindigde de club meestal in de betere middenmoot en subtop. Ze wonnen ook drie keer het Campeonato Interior, een kleine bekercompetitie waaraan de vier beste teams uit de competitie deelnemen die niet uit São Paulo of Santos komen. In 2017 bereikte de club de finale van de staatscompetitie en verloor deze van Corinthians. In 2022 degradeerde de club.

### Nationaal niveau
In 1971 ging de huidige competitie van start. Doordat de club in het staatskampioenschap zesde was geworden moesten ze dat jaar in de nationale tweede klasse spelen. Hier bereikte de club de halve finale, die ze verloren van Villa Nova. De volgende jaren eindigde de club in de middenmoot en werd niet geselecteerd voor de nationale reeksen. In 1976 nam de club voor het eerst deel aan de hoogste klasse en bereikte de derde fase, waarin ze derde werden achter Corinthians en Internacional, die uiteindelijk de finale speelden. In 1981 bereikte de club de knock-outfase en versloeg dan Náutico en Vasco da Gama en verloor dan in de halve finale van Grêmio. Nadat twee mindere seizoenen en een jaar dat de club zich niet plaatste voor de Série A eindigde Ponte Preta zesde in 1985. In 1988 speelde de club in de Série B en werd daar derde, terwijl de club dat jaar degradeerde uit de Paulistão. Het volgende seizoen eindigde de club laatste in zijn groep in de eerste fase en moest het jaar daarna aan de slag in de Série C. Na een aantal mindere seizoenen eindigde de club in 1997 tweede in de Série B achter América Mineiro en promoveerde terug naar de Série A, terwijl de club in de staatscompetitie er niet in slaagde terug naar de hoogste klasse te promoveren.
Na een middelmatig eerste seizoen werd de club in 1999 vierde na de groepsfase, en verloor dan in de tweede ronde van São Paulo. In 2001 bereikte de club de halve finale van de Copa do Brasil, die ze van Corinthians verloren. Washington was topschutter van het toernooi met twaalf goals. In 2001 bereikte de club opnieuw de tweede ronde van de competitie en werd daar uitgeschakeld door Fluminense. Twee jaar later flirtte de club met de degradatie, maar in 2004 werden ze weer tiende. Er volgde dan toch een nieuwe degradatie in 2006. De volgende jaren bracht de club in de Série B door. In 2009 bereikten ze wel nog de kwartfinale van de Copa do Brasil, die ze verloren van Coritiba.
In 2011 kon de club terugkeren naar de Série A. In 2013 plaatste de club zich voor de Copa Sudamericana en speelde zo voor het eerst op internationaal niveau. Nadat in de eerste ronde landgenoot Criciúma verslagen werd versloeg de club daarna het Colombiaanse Deportivo Pasto, het Argentijnse Vélez Sársfield en dan São Paulo alvorens in de finale te stranden tegen het eveneens Argentijnse Lanús. Fellipe Bastos scoorde in de finale voor Ponte Preta. In de Série A verging het de club minder goed en er volgde een nieuwe degradatie. Door een tweede plaats in de Série B kon de afwezigheid wel tot één seizoen beperkt worden. In 2017 degradeerde de club opnieuw. De club speelde in 2018 lange tijd in de middenmoot maar maakte aan het einde van het seizoen een inhaalbeweging. Op de laatste speeldag speelde de club tegen rechtstreekse concurrent Avaí. Het bleef 0-0 waardoor de club de promotie in extremis aan zich voorbij zag gaan. In 2024 degradeerde de club naar de Série C.

## Stadion
De club speelt haar thuiswedstrijden in het Estádio Moisés Lucarelli, ook wel bekend als 'Estadio Majestoso' of kortweg 'Majestoso'. Het stadion is gebouwd in 1948 en biedt plaats aan iets minder dan 20.000 toeschouwers.

## Bekende (ex-)spelers
- Marcos Camozzato
- Dicá
- Manfrini
- William Pottker
- Renato
- Washington